# Paosan város
Paosan város (egyszerűsített kínai írással: 保山市, pinjin: Bǎoshān Shì) prefektúra szintű város Kínában, Jünnan tartományban. Lakosainak száma 2 431 211 fő (2020).

## Népesség
| 2020 | 2 431 211 |